# Antawil
Antawil (biał. Антавіль; ros. Антовиль, Antowil) – wieś na Białorusi, w obwodzie witebskim, w rejonie orszańskim, w sielsowiecie Piszczaława. Obok wsi przebiega linia kolejowa Moskwa - Brześć.
W Antawilu urodziła się bł. Celina Chludzińska Borzęcka CR założycielka zmartwychwstanek.